# Cal Cagall
Cal Cagall és una masia del municipi del Pont d'Armentera, protegida com a bé cultural d'interès local. Fou construïda pel constructor i Mestre d'obres local Josep María Martí Saumell

## Descripció
La masia de Cal Cagall, també coneguda com a Pallissa de la Creu, és formada per un habitatge i per una capella annexa d'estructura romànica. L'habitatge és de planta irregular i presenta cobertes a una i dues vessants, de teula. A la façana principal hi ha un balcó de fusta, afegit posteriorment. En general les obertures són allindades.
La capella és d'una sola nau i té absis semicircular, amb dues obertures, atri als peus i coberta de teula a dues vessants. La façana presenta: porta allindanada, amb brancals de pedra, una obertura circular damunt la porta, i coronament amb campanar de paret. Té dos contraforts a la banda esquerra i un cos afegit a la dreta. L'estat de conservació actual del conjunt és bo, ja que ha experimentat en els darrers temps obres de reforma i condicionament.

## Ús actual: Parc d'aprenentatge per la sostenibilitat i desenvolupament Humà
Actualment  la finca Cal Cagall acull un projecte sense ànim de lucre, un espai experimental i espiritual per la sostenibilitat i desenvolupament humà. Es un espai obert, d'acollida, de reflexió, de meditació, d'intercanvi, per compartir. Un espai d'aprenentatge en definitiva. Un espai, per aprendre a aprendre... On tota persona que està en aquesta recerca, es benvinguda. Els eixos del projecte son l'alliberament del patiment, el desenvolupament personal, experimentació en la vida rural i sostenible, i la no violència.